# Лесное (Бескарагайский район)
Лесное (каз. Лесное) — село в Бескарагайском районе Абайской области Казахстана. Входит в состав Жетижарского сельского округа. Находится примерно в 73 км к западу от районного центра, села Бескарагай. Код КАТО — 633649300.

## Население
В 1999 году население села составляло 647 человек (324 мужчины и 323 женщины). По данным переписи 2009 года, в селе проживали 303 человека (165 мужчин и 138 женщин).